# 1739 au théâtre
| Années du théâtre : 1736 - 1737 - 1738 - 1739 - 1740 - 1741 - 1742    |
| Décennies du théâtre : 1700 - 1710 - 1720 - 1730 - 1740 - 1750 - 1760 |

## Événements
- Voltaire publie Vie de Molière, Paris, Prault fils (Lire en ligne).

## Pièces de théâtre publiées
- Mahomet second, tragédie de Jean-Baptiste de La Noue, Paris, Prault fils (Lire en ligne), parodiée la même année par Charles-Simon Favart sous le titre de Moulinet premier (Paris, veuve Allouel).
- Mustapha (en), tragédie de David Mallet, Londres, A. Millar (Lire en ligne).

## Pièces de théâtre représentées
- 13 janvier : Les Sincères, comédie de Marivaux, Paris, Comédiens-Italiens.
- 18 mars : Edward and Eleonora, tragédie de James Thompson, Londres, Théâtre de Covent Garden.
- 21 novembre : Le retour de l'ombre de Molière, comédie en un acte et en vers de Claude-Henri de Fusée de Voisenon, Paris, Comédie-Française.

## Naissances
- 27 mai : Pierre-Louis Moline, dramaturge et librettiste d’opéras français, mort le 2 mars 1820.
- Date précise inconnue :
  - 3 février : Hugh Kelly, poète et dramaturge irlandais, mort le 13 février 1777.

## Décès
- 3 septembre : George Lillo, auteur dramatique britannique, né le 4 février 1691.
- 18 octobre : António José da Silva, dramaturge portugais, né le 8 mai 1705.